# Річард Лаймон
Ла́ймон, Річард Карл (Richard Carl Laymon; 14 січня 1947, Чикаго, США — 14 лютого 2001, Лос-Анджелес, США) — американський письменник у жанрі жахів.

## Біографія
Річард Лаймон народився в Чикаго, штат Іллінойс 14 січня 1947. Він був другим сином у родині Х'ю Келлі Лаймона та Ванди Кетлін Холл Лаймон. Старший брат Роберт був старший за Річарда на два роки.
Ранні роки в житті письменника пов'язані з містами, Скоки, Лінкольнвуд і Нортбрук (штат Іллінойс), де жила у той час його сім'я. Батько Річарда працював у видавництві, а мати була домогосподаркою, виховувала синів. Першою книгою, з якою познайомився майбутній письменник, стали «Пригоди Тома Соєра», яку йому вголос читала мама. Батьки Лаймона захоплювалася туризмом, вони часто ходили всі разом в походи, щоліта їздили в Вісконсін, де жили в сторожці, плавали на човнах, рибалили і плавали.
Лаймон отримав ступінь бакалавра з літератури в Університеті Уільяметт в Орегоні, і ступінь магістра з літератури в Університеті Лойола в Лос-Анджелесі. Працював учителем, бібліотекарем і журналістом в невеликій фірмі.
Більшість робіт Лаймона написано в жанрі жахів, Річарда називали «Стівеном Кінгом без совісті» і письменником, «який міг навчити Брета Істона Елліса кількох прийомів, як зачепити читача огидними персонажами, які роблять жахливі речі». Його перу належать понад шістдесят оповідань і більш як тридцять романів, деякі з них видано тільки після його смерті. Перший роман Лаймона — «Підвал» (The Cellar) — опублікували в 1980 році. Продали понад чотириста тисяч примірників цього роману, він не сходив понад місяць зі списків бестселерів. Роман переклали кількома мовами: італійською, французькою, іспанською, японською та російською. Роман «Flesh» Science Fiction Chronicle назвала найкращим романом жахів 1988 року. Разом з «Funland» цей роман номінувався на Премію Брема Стокера, але отримав цю нагороду Лаймон вже після смерті, у 2001 році завдяки роману «The Traveling Vampire Show».
Опублікував автобіографію під назвою «A Writer's Tale».
Багато відомих письменників жахів, у тому числі Стівен Кінг і Дін Кунц, хвалили роботи Лаймона. Наприкінці 2007 року Cemetery Dance Publications випустило антологію-триб'ют під назвою «Laymon's Terms», серед редакторів якої була дочка Річарда — Келлі Лаймон.
Бувш американцем, Лаймон так і не зумів зробити письменницьку кар'єру на батьківщині, публікуючись переважно у Великій Британії.
Помер Лаймон від серцевого нападу 14 лютого 2001 року.

### Псевдоніми
Кілька творів Лаймон видав під псевдонімами. Один з них — «The Lawmen», роман-вестерн з серіалу «Making Of America» видавництва «Dell» опубліковано в 1983 році під ім'ям Lee Davis Willoughby. Псевдонім «Carl Laymon» Річард використовував для кількох своїх творів для підлітків — «Nightmare Lake» та «Your Secret Admirer», а «Carla Laymon» — для роману «A Stranger's Arms», написаного вже для дорослих читачів і випущеного в 1984 році видавництвом «Blue Heron Press».

### Редакторська діяльність
Лаймон був редактором антології «Bad News», що номінувалася на премію Брема Стокера у 2000 році

### Романи
- Підвал / The Cellar (1980) (First book in the Beast House Chronicles series)
- Your Secret Admirer (1980) (writing as Carl Laymon)
- The Woods Are Dark (1981)
- Nightmare Lake (1983) (writing as Carl Laymon)
- Нічна вистава / Night Show (1984)
- All Hallow's Eve (1985)
- Beware (1985)
- The Beast House (1986) (Second book in the Beast House Chronicles series)
- Tread Softly (1987) — aka Dark Mountain (writing as Richard Kelly)
- Плоть / Flesh (1987)
- Midnight's Lair (1988) (writing as Richard Kelly)
- Гра у воскресіння / Resurrection Dreams (1988)
- Funland (1989)
- Кіл / The Stake (1990)
- One Rainy Night (1991)
- Острів / Island (1991)
- Повідай нам, пітьма / Darkness, Tell Us (1991)
- Blood Games (1992)
- Alarums (1992)
- Темна гора / Dark Mountain (1992)
- Ніч без кінця / Endless Night (1993)
- Savage: From Whitechapel to the Wild West on the Track of Jack the Ripper (1993)
- В темряві / In the Dark (1994)
- Quake (1995)
- Укус / Bite (1996)
- Body Rides (1996)
- After Midnight (1997)
- The Wilds (1998)
- The Midnight Tour (1998) (Third book in the Beast House Chronicles series)
- Порізи / Cuts (1999)
- Among the Missing (1999)
- Дорога в ніч / Come Out Tonight (1999)
- Once Upon A Halloween (2000)
- The Traveling Vampire Show (2000)
- Friday Night in the Beast House (2001) (Fourth book in the Beast House Chronicles series)
- Night in the Lonesome October (2001)
- The Halloween Mouse (with Alan M. Clark) (2001) — children's book
- No Sanctuary (2001)
- Amara (2002) aka To Wake the Dead
- Озеро / The Lake (2004)
- The Glory Bus (2005) aka Into the Fire
- The Woods are Dark Restored and Uncut (2008)